# Lego Star Wars: Die Skywalker Saga
Lego Star Wars: Die Skywalker Saga (englischer Originaltitel: Lego Star Wars: The Skywalker Saga) ist ein Action-Adventure-Computerspiel, das von Traveller’s Tales entwickelt und von Warner Bros. Interactive Entertainment für Microsoft Windows, Nintendo Switch, PlayStation 4, PlayStation 5, Xbox One und Xbox Series X/S am 5. April 2022 veröffentlicht wurde. Es ist das sechste Spiel der Lego-Star-Wars-Reihe von TT Games und der Nachfolger von Lego Star Wars: Das Erwachen der Macht. Das Spiel setzt die Ereignisse aller Star-Wars-Filme der sogenannten Skywalker-Saga in Lego-Optik um.
Lego Star Wars: Die Skywalker Saga wurde insgesamt sehr positiv aufgenommen und von zahlreichen Fachmagazinen als eines der bisher besten Lego-Computerspiele bezeichnet.

## Spielprinzip
Lego Star Wars: Die Skywalker Saga ist ein Third-Person-Action-Adventure mit einer offenen Spielwelt. Im Gegensatz zu den meisten Lego-Computerspielen, bei denen die Spieler die Geschichte in linearer Reihenfolge durchlaufen müssen, können die Spieler das Spiel in einer beliebigen Trilogie der Skywalker-Saga beginnen, diese müssen dann allerdings chronologisch durchgespielt werden. Nach dem einmaligen Durchspielen einer Episode ist es dem Spieler zudem möglich, unendlich oft diese zu wiederholen. Jede Episode ist gefüllt mit Planeten, die in den jeweiligen Filmen prominent vertreten sind und die besucht und erforscht werden können. Die Episoden werden jeweils fünf Hauptmissionen haben, demnach wird es also 45 Hauptmissionen geben und 24 frei begehbare Planeten.
Der Kampf wurde ebenfalls überarbeitet, so gibt es z. B. Lichtschwertkämpfer, die eine Vielzahl von Combos mit leichten Angriffen, schweren Angriffen und Machtangriffen beinhalten, sowie Blastercharaktere, welche mit einem über der Schulter liegenden Kamerawinkel kämpfen.
Zufällige Ereignisse werden auch in der Spielwelt stattfinden. Zum Beispiel springt plötzlich ein imperialer Sternenzerstörer aus dem Hyperraum und schickt eine Flotte von TIE-Jägern auf den Spieler zu. Die Spieler können sich entscheiden, ob sie mit ihnen kämpfen oder ob sie die Geschichte fortsetzen.

## Handlung
Das Spiel behandelt die wichtigsten Ereignisse aller neun Episoden der Star-Wars-Skywalker-Saga: Die dunkle Bedrohung (1999), Angriff der Klonkrieger (2002), Die Rache der Sith (2005), Eine neue Hoffnung (1977), Das Imperium schlägt zurück (1980), Die Rückkehr der Jedi-Ritter (1983), Das Erwachen der Macht (2015), Die letzten Jedi (2017) und Der Aufstieg Skywalkers (2019).

## Entwicklung
Der Ankündigungs-Trailer von Lego Star Wars: Die Skywalker Saga wurde auf der Electronic Entertainment Expo (E3) im Jahr 2019 während der Pressekonferenz von Microsoft vorgestellt.
Ein zweiter Trailer mit jeweils einer Szene aus allen neun Filmen wurde am 20. Dezember zeitgleich mit der Veröffentlichung von The Rise of Skywalker veröffentlicht.
Stand Juni 2019 hatten Disney und Lucasfilm keine wesentlichen Details zur Handlung von Star Wars: Der Aufstieg Skywalkers mit den Entwicklern geteilt. In der Zwischenzeit arbeiteten TT Games an weiteren Aspekten des Spiels, bis Lucasfilm weitere Details bekannt gab.
Das Spiel wurde in der neuen Engine von Traveller’s Tales, NTT, entwickelt.
Es wurde verkündet, dass das Spiel mehr als 200 spielbare Charaktere bieten wird, wobei TT Games verkündet hat, dass sich diese Zahl später ändern wird. Später wurde angekündigt, dass das Spiel über 500 Charaktere enthalten wird, von denen viele spielbar sein sollen.
Wie bereits in Lego Star Wars: Das Erwachen der Macht wird auch Lego Star Wars: Die Skywalker Saga einige bereits aus den Filmen bekannte Sprachausgaben verwenden, wobei angekündigt wurde, dass Billy Dee Williams Lando Calrissian sprechen würde.
In einem Interview mit Nintendo Everything behauptete der TT-Games-Mitarbeiter James Burgon, dass die Nintendo-Switch-Version des Spiels den anderen Versionen grafisch nicht zu sehr hinterherhängen soll.
Das offizielle Artwork zum Spiel wurde am 4. Mai 2020 von TT Games auf Twitter veröffentlicht.
Des Weiteren verkündete TT Games, im Sommer 2020 weitere Informationen zum Spiel bekanntzugeben.
Am 7. Mai 2020 wurde auf dem offiziellen YouTube-Kanal von Star Wars ein Trailer hochgeladen, in dem das Veröffentlichungsdatum der Nintendo-Switch-Version des Spiels für den 20. Oktober 2020 datiert wurde. Der Trailer wurde kurze Zeit später wieder entfernt.
Im Zuge der Gamescom Now wurde am 27. August bekannt gegeben, dass das Spiel erst im Frühjahr 2021 erscheinen würde.
Es wurde außerdem angekündigt, dass das Spiel zu Veröffentlichung in einer Deluxe-Edition verfügbar sein wird, die zusätzlich zum Spiel eine Lego-Figur von Luke Skywalker sowie eine Charakter-Collection mit sechs unterschiedlichen Charakter-Paketen enthalten soll und in einem Pappschuber daherkommt.
Anfang April 2021 gab der Entwickler die Verschiebung der Veröffentlichung auf unbestimmte Zeit bekannt.
Während der gamescom Opening Night am 25. August 2021 wurde das neue Veröffentlichungsdatum für Frühling 2022 bekannt gegeben.
Am 20. Januar 2022 wurde ein neuer Gameplay-Trailer veröffentlicht, in dem das Veröffentlichungsdatum des Spiels auf den 5. April 2022 gelegt wurde, der Tag, an dem es schließlich erschienen ist.

## Synchronisation
Für die englische Fassung wurden mit Corey Burton, Matt Lanter, James Arnold Taylor, Matthew Wood, Catherine Taber und Tom Kane teils die Sprecher aus den Serien, mit Anthony Daniels, Naomi Ackie und Billy Dee Williams teils auch aus den Filmen verpflichtet.
In der deutschen Fassung sind als Originalsprecher unter anderem Manja Doering, Rainer Doering, Alexander Doering und René Dawn-Claude zu hören.
Im Folgenden wird eine Auswahl der Sprecher gelistet.
| Rolle                           | Originalsprecher            | Deutscher Sprecher           |
| ------------------------------- | --------------------------- | ---------------------------- |
| C-3PO                           | Anthony Daniels             | Michael Nowka                |
| Yoda                            | Tom Kane                    | Udo Schenk                   |
| Qui-Gon Jinn                    | Tom Kane                    | Sven Gerhardt                |
| Captain Panaka                  | Colin McFarlane             | Sven Gerhardt                |
| Han Solo                        | A. J. LoCascio              | Arne StephanRainer Doering   |
| General Grievous                | Matthew Wood                | Rainer Doering               |
| Kampfdroiden                    | Matthew Wood                | Constantin von Jascheroff    |
| Kylo Ren / Ben Solo             | Matthew Wood                | Adam NümmRené Dawn-Claude    |
| Lando Calrissian                | Billy Dee Williams          | René Dawn-Claude             |
| Padmé Amidala                   | Catherine Taber             | Manja Doering                |
| Anakin Skywalker / Darth Vader  | Matt LanterMatt Sloan       | Adam NümmHolger Franke       |
| Obi-Wan Kenobi                  | James Arnold Taylor         | Benjamin Plath               |
| Count Dooku / Darth Tyranus     | Corey Burton                | Romanus Fuhrmann             |
| Sheev Palpatine / Darth Sidious | Sam Witwer                  | Jürgen Wolters               |
| Darth Maul                      | Sam Witwer                  | Jürgen Wolters               |
| Jar Jar Binks                   | Phil LaMarr                 | Rainer Fritzsche             |
| Jocasta Nu                      | Flo DiRe                    | Philine Peters-Arnolds       |
| Luke Skywalker                  | David Menkin                | Sebastian Fitzner            |
| Luke Skywalker                  | Nathan Osgood               | Mario Hassert                |
| Leia Organa                     | Shelby YoungCarolyn Hennesy | Paulina WeinerSilvia Mißbach |
| Poe Dameron                     | Josh Cowdery                | Alexander Doering            |
| Finn                            | Arif S. Kinchen             | Simon Derksen                |
| Rey                             | Helen Sadler                | Nicole Hannak                |
| Maz Kanata                      | Grey DeLisle                | Antje von der Ahe            |
| Enric Pryde                     | Dee Bradley Baker           | Bernd Vollbrecht             |
| Snoke                           | Jim Pirri                   | Reinhard Scheunemann         |

## Rezeption
Lego Star Wars: Die Skywalker Saga wurde von der Fachpresse allgemein sehr positiv bewertet und wird häufig als eines der besten Lego-Computerspiele bezeichnet.
Gamepro beschrieb es als „Das beste Lego-Spiel seit Jahren“ und lobte den Umfang, den Humor sowie das neue Kampfsystem.
Eurogamer bezeichnete das Spiel als „Das bisher beste Lego-Spiel“ und lobte dessen Abwechslung sowie den Fanservice in Form von „viele[n] Gags, Anspielungen, Easter Eggs auf der einen Seite, detailliert umgesetzte[n] Charaktere[n], Raumschiffe[n] und Schauplätze[n] auf der anderen.“ Es sei „[…] das bisher ultimative Lego Star Wars und es wird schwer zu toppen sein.“
ntower gab dem Spiel 9 von insgesamt 10 möglichen Punkten und bezeichnete es als „das größte und beste LEGO-Abenteuer aller Zeiten“ und ein „Highlight der Videospielgeschichte“ Gelobt wurden insbesondere der große Umfang, die Grafik sowie der gut umgesetzte Mehrspielermodus.
Die Computer Bild bewertete das Spiel mit der Note 1,9 und lobte dessen Humor, Umfang, das Gameplay und den Koop-Modus, kritisierte jedoch den zu einfachen Schwierigkeitsgrad sowie die Kameraführung in Action-Sequenzen.
Laut Der Standard sei es „[…] das ultimative Lego-Star-Wars-Spiel […]“. Gelobt wurde der Soundtrack, der „alberne […] Humor“ sowie die Grafik und Präsentation des Spiels. Auch der Koop-Modus wurde positiv bewertet: „Für den Couch Coop gibt es wohl derzeit wenige Spiele, die mehr Spaß machen.“ Laut dem Magazin sollte jedoch nicht die Tatsache außer Acht gelassen werden, dass es in der Entwicklung zu „massiven Crunch-Zeiten“ gekommen sei:

„80- bis 100-Stunden-Wochen seien die Regel gewesen, hinzu kommen ungleiche Bezahlung der Mitarbeiterinnen und Mitarbeitern und etliche Vorwürfe des Mobbings. Insgesamt fünf Jahre hat die Entwicklung de[r] Skywalker-Saga gedauert. Man muss sich darüber im Klaren sein, was dieses gute Produkt im Hintergrund gekostet hat.“

 Die PC Games gab dem Spiel mit 6 von 10 Punkten eine eher mittelmäßige Wertung und urteilte: „Das größte Problem des Titels ist das wenig abwechslungsreiche Gameplay im Freien Spiel.“ „Durch den immens großen Umfang und die vergleichsweise geringe Abwechslung“ wirke „die freie Spielwelt weniger wie ein Ort, den man bereist, und vielmehr wie eine Checkliste zum Abarbeiten.“ Gelobt wurde die Grafik und Präsentation sowie die Easter Eggs und Anspielungen für Fans.
Golem.de bezeichnet das Spiel als „Fan-Service pur“ und schrieb: „Hier geht es keine Sekunde ernsthaft darum, eine Geschichte zu erzählen, die wir sowieso schon alle in- und auswendig kennen. Stattdessen steht maximale Gag-Ausbeute mit angenehm schrägem, für Kinder wie für Erwachsene geeignetem Witz im Mittelpunkt.“ Spielerisch sei „[…] die Saga grundsolide mit allen Zutaten umgesetzt, die für Motivation sorgen: Viel Sammelkram, gelungene Knobeleien, effektvolle Kämpfe mit guter Steuerung und ab und zu ein bisschen Erkundung.“ Kritisiert wurde „[…] das manchmal fast zu hohe Tempo […]“

### Spielerzahlen
Mit einem Höchststand von mehr als 82.000 gleichzeitig aktiven Nutzern brach Lego Star Wars: Die Skywalker Saga den Rekord der meisten gleichzeitigen Spieler eines Star-Wars-Spiels auf Steam, der zuvor von Star Wars Jedi: Fallen Order mit über 46.000 gleichzeitigen Spielern belegt wurde.

### Verkaufszahlen
Lego Star Wars: Die Skywalker Saga konnte sich innerhalb der ersten zwei Wochen nach Veröffentlichung weltweit rund 3,2 Millionen Mal verkaufen, womit es das Lego-Spiel mit den meisten verkauften Einheiten innerhalb dieser Zeitspanne ist. Vier Monate nach Veröffentlichung wurde das Spiel über 5 Millionen Mal verkauft.